# Żeby coś się stało z nami
Żeby coś się stało z nami – utwór z repertuaru zespołu Skaldowie, skomponowany przez Andrzeja Zielińskiego, z tekstem Leszka Aleksandra Moczulskiego. Zespół nagrał piosenkę na swoją trzecią płytę – „Cała jesteś w skowronkach”. „Żeby coś się stało z nami” jest uważany za ostatni utwór Skaldów utrzymany w konwencji bigbitu.

## Muzycy, biorący udział w nagraniu
- Andrzej Zieliński – fortepian, śpiew;
- Jacek Zieliński – śpiew;
- Konrad Ratyński – gitara basowa, śpiew;
- Jerzy Tarsiński – gitara;
- Krzysztof Paliwoda – gitara;
- Jan Budziaszek – perkusja.